# 우크라이나 인민공화국
우크라이나 인민공화국(우크라이나어: Українська Народна Республіка 우크라인스카 나로드나 레스푸블리카[*])은 1917년에 오늘날 우크라이나 지방에 만들어진 우크라이나의 최초의 공화국이다. 이 국가의 역대 주요 국가원수는 미하일로 흐루셰우스키(국가원수 권한대행), 시몬 페틀류라(국가원수 권한대행), 안드리 리비타키(국가원수 권한대행을 거쳐 초대 대통령) 등이 있었다.

## 역사
러시아 혁명 이후에 오스트리아-헝가리 제국 지배하에 있던 서부 우크라이나와 러시아 제국 지배하에 있던 동부 우크라이나가 각각 독립을 선언, 1920년 동서우크라이나의 통일을 선언했으나 폴란드 제2공화국 및 소련 등의 침략으로 신생 독립국 우크라이나는 소멸했다. 결국 1922년 서쪽은 폴란드, 동쪽은 소련의 영토가 되었다. 1991년 우크라이나는 소련으로부터 독립하였다.

## 같이 보기
- 서우크라이나 인민공화국
- 오렌지 혁명